# Éric Leser
Pour les articles homonymes, voir Leser.
Ne doit pas être confondu avec Erik Lesser.
Éric Leser, né le 4 juin 1961 à Lille, est un journaliste français. Ancien dirigeant du service économique du journal Le Monde, il est fondateur et directeur général du pure player d’information Slate.fr.

## Parcours
Éric Leser est diplômé de l'Institut pratique du journalisme (promotion 1986), et titulaire d'une maîtrise en histoire contemporaine. Entré à La Tribune de l'Économie en 1986, il passe ensuite par les rédactions du Nouvel Économiste, de Fortune France, de Reuters et de Mieux Vivre. En 1992, il rejoint la rédaction du journal Le Monde comme journaliste économique. Il couvre notamment les déboires du Crédit Lyonnais et en tire un livre, Crazy Lyonnais,.
En juillet 2001, il est nommé correspondant à New York. Il y couvre, entre autres, le 11-Septembre, la réélection de George W. Bush,  les deux guerres  d’Afghanistan et d’Irak et l’ouragan Katrina à la Nouvelle Orléans.
En 2007, il revient à Paris pour prendre la tête du service économique du journal. Dans le même temps, après avoir rencontré Jacob Weisberg, qui dirige Slate Group, il veut importer l'idée d’une version française du magazine en ligne Slate, le premier magazine pure player fondé en 1996 aux États-Unis par Microsoft, et racheté en 2004 par le groupe Washington Post. Devant l'impossibilité de créer Slate.fr au sein du groupe Le Monde, en septembre 2008, il quitte le quotidien.
Le 10 février 2009, Slate.fr est lancé avec cinq associés : Jean-Marie Colombani, Jacques Attali, Éric Leser, Éric Le Boucher et Johan Hufnagel. 
En 10 février 2011, Slate Afrique voit le jour. C'est le premier magazine en ligne du continent africain en français. 
Le 10 mars 2011, Slate lance Wikipol, la première encyclopédie collaborative en ligne des femmes et hommes qui comptent dans le paysage politique français dans la perspective des élections présidentielles de 2012.
Il quitte Slate en 2017 après la prise de contrôle du magazine par Ariane et Benjamin de Rothschild, et il est remplacé à la direction générale par Marc Sillam.
En 2018, il écrit Automobile, France d’en haut contre France d’en bas,.
Il devient rédacteur en chef de la revue Transitions et Énergies,.